# Коллеретто-Кастельнуово
Коллеретто-Кастельнуово (італ. Colleretto Castelnuovo, п'єм. Corèj Castelneuv) — муніципалітет в Італії, у регіоні П'ємонт,  метрополійне місто Турин.
Коллеретто-Кастельнуово розташоване на відстані близько 550 км на північний захід від Рима, 39 км на північ від Турина.
Населення — 321 особа (2014).
Покровителі — святий Антоній Великий.

## Демографія
Населення за роками:

Станом на 1 січня 2023 року в муніципалітеті офіційно проживало 89 іноземців з 10 країн, серед них 38 громадян країн Євросоюзу та 14 громадян України.

## Сусідні муніципалітети
- Борджалло
- Кастелламонте
- Кастельнуово-Нігра
- Чинтано